# (13658) Sylvester
(13658) Sylvester (1997 FB) – planetoida z pasa głównego asteroid okrążająca Słońce w ciągu 3,22 lat w średniej odległości 2,18 j.a. Odkryta 18 marca 1997 roku.